# شو تشونغ
شو تشونغ (بالإنجليزية: Chew Chong)‏ هو شخصية أعمال نيوزيلندي، ولد في 1827، وتوفي في 7 أكتوبر 1920.